# Neuenburg am Rhein
Neuenburg am Rhein là một thị xã thuộc huyện Breisgau-Hochschwarzwald bang Baden-Württemberg phía nam nước Đức. Đô thị Neuenburg am Rhein có diện tích 4,12 km², dân số thời điểm 31 tháng 12 năm 2020 là 12.339 người. Đô thị này nằm ở hữu ngạn sông Rhine, 18 km về phía đông bắc của Mulhouse, 28 km về phía bắc Basel.